# Les Carcasses
Les Carcasses sont un groupe humoristique québécois, actif entre 1971 et 1983. Durant son existence, il se compose de Denis Blaquière, Richard Duchesne, Gaétan Loiselle et Claude Paré, dans les années 1970.

## Histoire
Le groupe vient de la région de Belœil, au Québec, endroit duqueul vient un autre groupe appelé Les Carcans. Le nom de Carcasses est justement choisi par le groupe pour parodier Les Carcans. Les Carcasses sont à l'origine d'une série radiophonique populaire, intitulée L'Histoire de la radio diffusée en 1977 sur les ondes de CKOI-FM. Le groupe lance aussi une émission pour l'ouverture de la chaîne de télévision payante Premier choix en 1983, laquelle portait le nom de FLLRRRT!.
Le groupe sort un disque homonyme en 1977, qui obtient le succès. L'utilisation d'effets sonores originaux ainsi que l'utilisation maximale  de la stéréophonie fait de ce disque une référence au Québec.
Deux de leurs membres ont plus tard personnifié les frères Bleus dans des publicités d'une concoction à saveur houblonnée.